# Fernanda Keller
Fernanda Keller (Niterói, 4 de octubre de 1963) es una deportista brasileña que compitió en triatlón. Ganó seis medallas de bronce en el Campeonato Mundial de Ironman entre los años 1994 y 2000.

## Palmarés internacional
| Campeonato Mundial | Campeonato Mundial     | Campeonato Mundial | Campeonato Mundial |
| Año                | Lugar                  | Medalla            | Prueba             |
| ------------------ | ---------------------- | ------------------ | ------------------ |
| 1994               | Hawái (Estados Unidos) | Medalla de bronce  | Individual         |
| 1995               | Hawái (Estados Unidos) | Medalla de bronce  | Individual         |
| 1997               | Hawái (Estados Unidos) | Medalla de bronce  | Individual         |
| 1998               | Hawái (Estados Unidos) | Medalla de bronce  | Individual         |
| 1999               | Hawái (Estados Unidos) | Medalla de bronce  | Individual         |
| 2000               | Hawái (Estados Unidos) | Medalla de bronce  | Individual         |